# Danda Bazar
Danda Bazar (nep. डाँडाबजार) – gaun wikas samiti we wschodniej części Nepalu w strefie Kośi w dystrykcie Dhankuta. Według nepalskiego spisu powszechnego z 2001 roku liczył on 621 gospodarstw domowych i 2977 mieszkańców (1541 kobiet i 1436 mężczyzn).